# Esselberg
Esselberg ist ein Gemeindeteil der Stadt Greding und eine Gemarkung im Landkreis Roth (Mittelfranken, Bayern). Die Gemarkung Esselberg hat eine Fläche von 4,673 km² und ist in 336 Flurstücke aufgeteilt, die eine durchschnittliche Flurstücksfläche von 13906,76 m² haben.

## Lage
Das Kirchdorf Esselberg liegt im Weißen Jura auf 532 m ü. NHN in der Flur Brunnenberg und ist von den Fluren Thalmässinger Weggraben, Eglesbühl, Gräten und Tagwerk umgeben. Vom Norden des Dorfes zieht sich in südlicher Richtung zum Esselbergbach ein Trockental hin. Die Kreisstraße RH 31/EI 44, die im Dorf auch Kreisstraße heißt, führt westlich nach Großnottersdorf bzw. östlich nach Kraftsbuch zur Staatsstraße 2336. Die Kreisstraße RH 30 hat den Namen „Zum Tagberg“ und führt nördlich nach Schutzendorf. In südliche Richtung gibt es eine Wegverbindung nach Morsbach.

## Ortsnamendeutung
Überlieferungen zufolge soll es in bzw. bei Esselberg eine Burg, die Atzelsburg gegeben haben, wohl von einem „Azilo“ erbaut. Sie wurde namensgebend, wobei es im Laufe der Jahrhunderte verschiedene Schreibweisen gab (Atzelberg, Ecelber, Ezzelberg). Von der Burg sind keine Spuren mehr vorhanden.

## Geschichte
Die Gründung von Esselberg ist ab dem 9. Jahrhundert anzusetzen. Um 1015 übergab der Chiemgaugraf Sieghart V. aus dem Geschlecht der Sieghartinger sein Eigengut zu Esselberg an das Kloster Sankt Emmeram in Regensburg, um sein Seelenheil zu sichern. Um 1130 gab Karl von Hebing (= Höbing) Güter unter anderem in Esselberg an das Kloster Berchtesgaden. Im 14. Jahrhundert ging ein Esselberger Hof an den Siechhof Eichstätt über. 1447 ist Esselberg im Salbuch des bischöflichen Amtes Brunneck (das um 1544 mit dem neuen Amt Titting-Raitenbuch zusammengelegt wurde) verzeichnet, gleichzeitig auch im Zinsbuch des bischöflichen Oberamtes Hirschberg, das die Einnahmen alternierend mit dem Kloster Plankstetten erhielt. 1518 erscheint Esselberg im Salbuch des bischöflichen Richteramtes Greding, da ein Hof zu diesem Amt gehörte.
Ursprünglich, für 1480 nachweisbar, war Esselberg eine Filiale der Urpfarrei Großhöbing. Deshalb musste laut einer Urkunde vom 7. Juni 1546 ein um 1535 bei Esselberg verübter Mord außer mit einem vier Schuh hohen und zwei Schuh breiten Steinkreuz auch mit Messen in der Großhöbinger Pfarrkirche gesühnt werden.
Gegen Ende des Alten Reiches, um 1800, bestand Esselberg aus 20 Anwesen: Dem bischöflichen Kastenamt Titting-Raitenbuch gehörten je vier Höfe und Halbhöfe sowie je zwei Köbler- und Seldengüter. Das eichstättische Hofkastenamt verfügte über einen Hof, das eichstättische Richteramt Greding über ein Gut. Dem Spital zu Eichstätt gehörte ein Dreiviertelhof, dem Spitalamt Nürnberg ein Gut. Das Eichstätter Domkapitel war Grundherr über zwei Anwesen. Außer der Kirche gab es noch eine gemeindliche Schmiede und ein gemeindliches Hirtenhaus. Hochgerichtlich und bezüglich der Dorf- und Gemeindeherrschaft unterstand das Dorf dem bischöflichen Pfleg- und Vogtamt Titting-Raitenbuch. Kirchlich war (und ist) Esselberg eine Filiale von Morsbach, wohin die Kinder auch zur Schule gingen.
Infolge der Reichsdeputationshauptschlusses kam das Hochstift Eichstätt und damit auch die Gemeinde Esselberg 1802 an den Großherzog Erzherzog Ferdinand III. von Toskana und 1805/06 an das neue Königreich Bayern. 1808 wurde Esselberg dem Steuerdistrikt Großnottersdorf unterstellt und wurde 1811 Teil der Ruralgemeinde Großnottersdorf im Landgericht Raitenbuch, ab 1812 im Landgericht Greding. Mit dem Gemeindeedikt von 1818 wurde Esselberg wieder eine selbständige Realgemeinde. 1846 gab es bei 132 „Seelen“ außer den Bauern einen Wirt, einen Schmied und einen Schneider im Dorf. 1875 wurden von den 140 Dorfbewohnern 26 Pferde, 101 Stück Rindvieh, 172 Schafe, 71 Schweine und acht Ziegen gehalten. 1900 war der Viehbestand trotz geringer gewordener Einwohnerzahl (118) deutlich angewachsen: Es wurden amtlicherseits 25 Pferde, 150 Stück Rindvieh, 142 Schafe, 144 Schweine und drei Ziegen gezählt. „Im mäßigen Umfang“ wurde Hopfenbau betrieben.
Nach dem Zweiten Weltkrieg stieg die Einwohnerzahl durch Flüchtlinge und Heimatvertriebene vorübergehend an. Im Zuge der Gebietsreform in Bayern wurde Esselberg zum 1. Juli 1972 in die Stadt Greding eingegliedert.

### Einwohnerentwicklung
- 1818: 083 (20 „Feuerstellen“ = Haushaltungen; 19 Familien)[16]
- 1823: 113 (19 Anwesen)[11]
- 1840: 132 (19 Häuser, 30 Familien)[12]
- 1871: 140 (74 Gebäude, davon 24 Wohngebäude)[13]
- 1900: 118 (21 Wohngebäude)[14]
- 1938: 113[17]
- 1950: 133 (22 Anwesen)[11]
- 1961: 096 (20 Wohngebäude)[18]
- 1987: 110 (23 Wohngebäude, 24 Wohnungen)[19]
- 2015: 100[20]

## Katholische Filialkirche St. Nikolaus

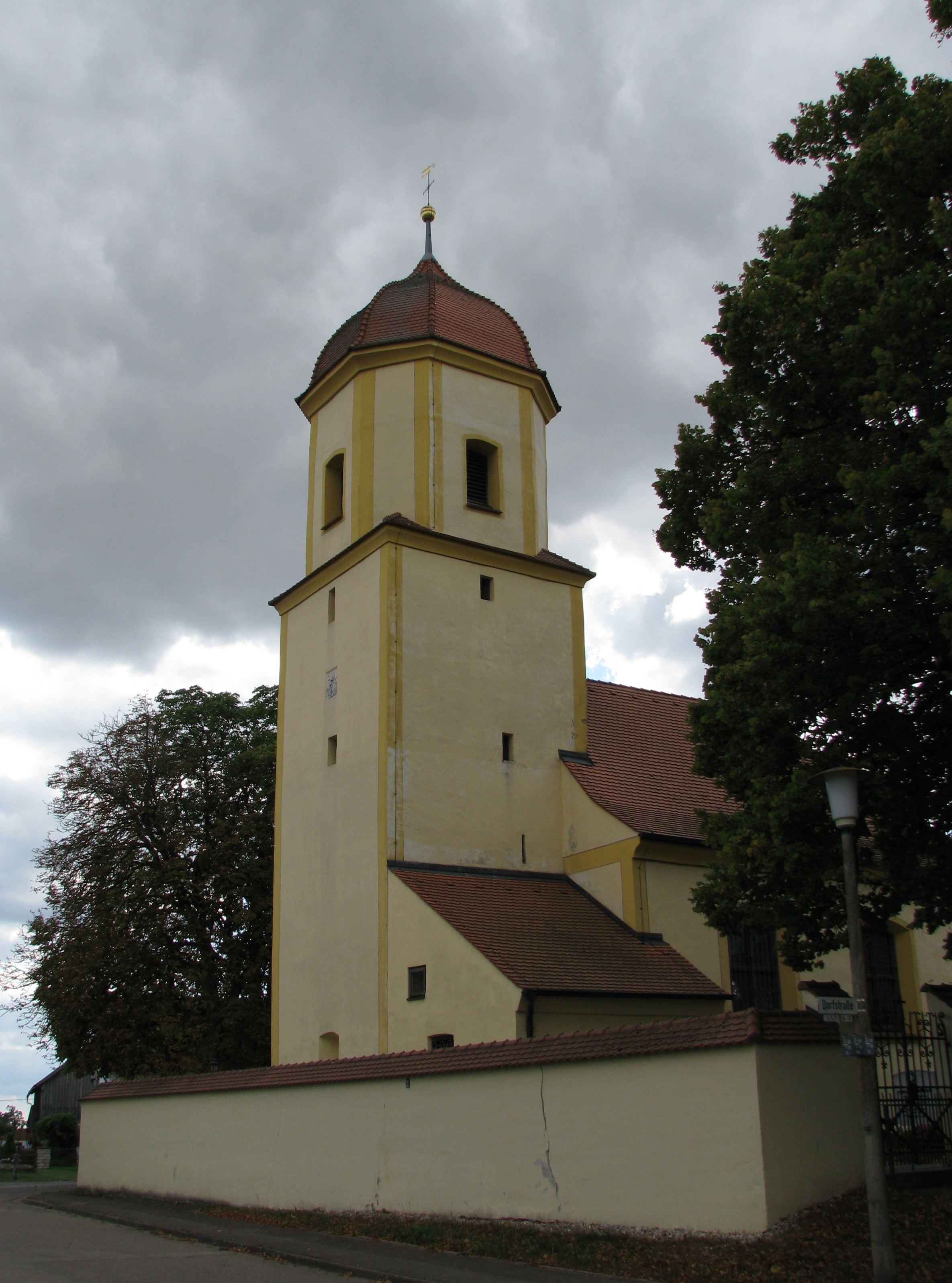
Filialkirche St. Nikolaus, nordöstlicher Anblick

Die in der Ortsmitte an der Dorfstraße stehende katholische Kirche St. Nikolaus in quadratischer Friedhofsummauerung war eine mittelalterliche Chorturmkirche, von der sich das quadratische Untergeschoss des im Osten stehenden Turmes aus der Zeit der Gotik erhalten hat. Der Burgenforscher Helmut Rischert sieht hier den Typus einer ehemaligen Kirchenburg gegeben. 1615 wurde die Kirche umgebaut; an der östlichen Turmseite findet sich deshalb ein Wappenstein des Fürstbischofs Johann Konrad von Gemmingen. Das achteckige Obergeschoss des Turmes mit Kuppelhaube stammt aus der Barockzeit von 1740; 1740/41 wurden auch das Langhaus mit dem Chorbogen und die Sakristei nach Plänen des Eichstätter Hofbaudirektors Gabriel de Gabrieli neu gebaut, das Langhaus in den Maßen 8,5 × 11,5 Meter. Der Stuck und die Kanzel stammen von Franz Xaver Horneis (1741). Der viersäulige Hochaltar und die beiden Seitenaltäre entstanden in dem Jahrzehnt nach 1740. Statt eines Altarbildes zeigt der Hochaltar heute einen gotischen St. Martin als Bischof (Figur von 1480). Weitere Figuren stammen ebenfalls aus dem 15. Jahrhundert. 1840 kam ein neuer Tabernakel in den Chor. Das mit Akanthus-Schnitzwerk versehene Orgelgehäuse wurde um 1710/20 geschaffen. Das Deckengemälde malte 1861 Michael Werner. 1921 kam eine 5-Register-Orgel vom Orgelbauer Bittner aus Eichstätt in die Kirche. 1938 hingen zwei Glocken im Turm, die eine von 1724, die andere von 1922.
Im Nordwesten von Esselberg steht eine Dreifaltigkeitskapelle aus dem 18./19. Jahrhundert.
Beide religiöse Bauten gelten als die einzigen Baudenkmäler in Esselberg.

## Sage
Ein Ritter ohne Kopf erscheint in der Mitternachtsstunde und reitet auf einem Schimmel im Tal und auf den Höhen umher. Sein Erscheinen bedeutet nahes Unheil. Zuletzt sollen ihn Bauern kurz vor dem Ersten Weltkrieg gesehen haben.